# 독일의 영토 변천

1871~1920년의 독일.

이 글에서 다루는 독일의 영토 변천은 1871년 1월 1일의 독일의 통일 이후 현재까지 독일의 영토에 일어난 모든 변화를 포함하지만, 영토 정치체 개념으로서의 "독일"과 독일인의 역사는 훨씬 더 길고 복잡하다. 현대 독일은 프로이센 왕국이 독일어를 사용한 합스부르크가의 통치를 받고 상당한 독일어권 영토를 보유했던 오스트리아를 제외한 대부분의 독일 국가들을 독일 제국으로 통일하면서 형성되었다. 제1차 세계 대전에서 패배하여 체결된 1919년 베르사유 조약은 독일이 본토의 13%를 이웃국에 할양하고, 모든 식민지도 상실하도록 강제했다. 바이마르 공화국은 제1차 세계 대전의 종전 이틀 전에 수립되었으며, 현대 독일보다 동쪽 국경이 더 넓었다.
1930년대 초부터 제2차 세계 대전의 종전까지 나치 독일의 통치 이후는 결과적으로 독일의 영토에 상당한 손실을 가져왔다. 나치 독일은 전쟁 초기 영토를 크게 확장하여 유럽 대부분을 정복했지만, 모든 지역이 공식적으로 독일에 편입된 것은 아니었다. 나치 독일의 계획은 유럽 대부분을 포함하는 대게르만국을 수립하는 것이었다. 그러나 나치 독일은 곧 붕괴했고, 4개 연합국이 독일을 분할 점령했다.
1938년 3월 13일 오스트리아 합병은 전후 무효화되었고, 이전 나치 독일의 동부 영토는 폴란드와 소비에트 연방에 할양되었으며, 오데르강과 나이세강까지 국경이 줄어들었다. 이 영토는 이후 폴란드의 "수복령"이 되었고, 동프로이센의 3분의 1은 러시아 연방의 칼리닌그라드주에 속하게 되었다. 서쪽의 자를란트는 프랑스의 높은 자치권을 가진 보호령이 되었다.
서독의 3개 점령지는 1949년 5월 23일 통합되어 독일 연방 공화국(서독)이 되었다. 서독이 점령한 서베를린은 서독 가입을 발표했지만, 점령지의 소비에트 연방군에 의해 거부되었다. 베를린의 점령지를 포함한 동쪽의 소비에트 연방 관할 지역은 같은 해 10월 7일 독일 민주 공화국(동독)이 되었다. 1957년 1월 1일, 자르 보호령이 헌법 제23조("소통일")에 따라 서독의 일부가 되었다. 동베를린을 포함한 동독은 1990년 10월 3일 독일 연방 공화국의 일부로 통합되었고, 이는 독일의 재통일이라고 불린다.

## 같이 보기
- 나치 독일의 행정 구역
- 나치 독일이 병합한 지역